# Brigada 46 Infanterie (1918-1920)
Brigada 46 Infanterie a fost o mare unitate de artilerie, de nivel tactic, din Armata României, care a participat la acțiunile militare postbelice, din perioada 1918-1920, fiind formată din Regimentul 91 Infanterie. Brigada a făcut parte din compunerea de luptă a Diviziei 18 Infanterie, comandată de generalul Papp Dănilă. :p. 319-320

## Activitate

### Campania anului 1919
În cadrul acțiunilor militare postbelice,  Brigada 46 Infanterie a participat la acțiunile militare în dispozitivul de luptă al Diviziei 18 Infanterie, participând la Operația ofensivă la vest de Tisa
- General Papp Dănilă

Brigada 46, colonel Pascu, împreună cu Regimentul 18 vt. maior Savu Corneliu, supraveghea subsectorul Kls UIszallas, care se întindea de la Abad Szalok inclusiv până în dreptul localității Tisza Veszeny, front în linie dreaptă de 55 km, ocupat de 6 batalioane, un escadron divizionar și 8 baterii, din care 5 batalioane și 7 baterii în linia l și un batalion cu o baterie în rezervă de subsector. Integrul subsector al Brigăzii era împărțit în 2 subsectoare: 
- Subsectorul A, de la Abad Szalok, până la nord Fegyvernek, front 20 km, ocupat de Regimentul 18 vt. (2 batalioane, maior Paraschivescu și căpitan Turnavitu), bateria l căpitan Vulcănescu M. din Regimentul 21 A, colonel Mărculescu C. și un pluton.
- Subsectorul B de la Fegyvernek până la Tisza Veszeny, front în linie dreaptă 35 de km, ocupat de Regimentul 91 infanterie, 2 companii pionieri și un escadron divizionar. În rezerva subsectoruliu Brigăzii 46 infanterie, batalionul 1 maior Iulius Lisai din Regimentu 92, colonel Cernăuțescu Titus și bateria 1 căpitan Iulian C. din divizionul 1 maior Ionescu Niculae din Regimentul 26. Brigada 46 infanteria ocupă sectorul „Szarvas”, din dreptul locației Tisza Veszeny până spre gura Mureșului, front din linie dreaptă 75 km, ocupat de 5 batalioane și 5 baterii, din care 4 batalioane și 5 baterii în linia 1 și un batalion în linia de rezervă de subsector.
- Subsectorul C, de la Tisza Veszeny până la Szegvar exclusiv front 45 km, ocupat de Regimentul 89, colonel Bențea Pompei. În zorii zilei de 20 iulie, Grupul principal inamic începe atacul în sectorul B. „Torok Szt Miklox”, iar Divizia 2 roșie atacă în subsectorul C „Kun Szt Marton” și D „Hodmezo Vasarhely”.
- Subsectorul D, de la Szegvar până în sud Hodmezo Vasarhely, front 30 km, ocupat de batalionul l maior Apostoliu Gheorghe din Regimentul 90 colonel Rades Gheorghe și bateria 4 căpitanul Nedelea Savu, Regimentul 36 A.

În subsectorul B, ocupat de Regiunea 91 infanterie și 6 baterii, artileria inamică începe la ora 3 pregătirea atacului, deschizând un puternic foc asupra pozițiunilor trupelor noastre din zona Tisza Puspok gara Sajol-ferma Kis Szandai myr-nord gara Marfu. Pregătirea de atac durează până la ora 04.00. De partea noastră se iau următoarele măsuri de reacțiune în dimineața zilei: 
- Divizia 18 pune la dispoziția Brigăzii 46 infanterie rezervele de Divizie din subsectorul Kis Ujszallas, constituite din batalionul lll, Regimentul 92 de la Totokszt Miklos, batalionul ll din același regiment și divizionul 1 din Regimentul 36 de la Kis Ujszallas, precum și Regimentul 6 vânători din Divizia 1 vânători, trimis în urma intervenției Diviziei, de către Grupul de Sud, care dispune încă de la ora 7:45 ca trupele subsectorului să reziste cât mai mult, iar prin contraatacuri, să respingă forțele inamice, trecute pe malul stâng al Tisei.